# Checoslovaquia en los Juegos Olímpicos de Squaw Valley 1960
Checoslovaquia estuvo representada en los Juegos Olímpicos de Squaw Valley 1960 por un total de 21 deportistas que compitieron en 4 deportes.  
El portador de la bandera en la ceremonia de apertura fue el jugador de hockey sobre hielo Jan Starší.

## Medallistas
El equipo olímpico checoslovaco obtuvo las siguientes medallas:
| Nombre      | Deporte            | Competición  |
| ----------- | ------------------ | ------------ |
| Oro         |                    |              |
| —           |                    |              |
| Plata       |                    |              |
| Karol Divín | Patinaje artístico | Individual M |
| Bronce      |                    |              |
| —           |                    |              |